# Рамешварам
Рамешварам (там. இராமேஸ்வரம்) — місто в окрузі Раманатхапурам, що в індійському штаті Тамілнад. Назва міста перекладається з санскриту як «[Місце] бога Рами».

## Географія
Місто розташовано на острові, відокремленому від материкової Індії каналом Памбан та розташованому за 40 км від півострова Джафна, Шрі-Ланка.
Рамешварам розташований у Манарській затоці на самому кінчику півострова Індостан. Відповідно до легенди це місце є точкою, з якої Рама збудував міст Рама Сету (або Адамів міст) через море до Шрі-Ланки, щоб урядувати свою дружину Сіту від її викрадача Равани.

### Клімат
Місто знаходиться у зоні, котра характеризується кліматом тропічних саван. Найтепліший місяць — травень із середньою температурою 30 °C (86 °F). Найхолодніший місяць — січень, із середньою температурою 25.6 °С (78 °F).
| Клімат Рамешварама      | Клімат Рамешварама | Клімат Рамешварама | Клімат Рамешварама | Клімат Рамешварама | Клімат Рамешварама | Клімат Рамешварама | Клімат Рамешварама | Клімат Рамешварама | Клімат Рамешварама | Клімат Рамешварама | Клімат Рамешварама | Клімат Рамешварама | Клімат Рамешварама |
| Показник                | Січ.               | Лют.               | Бер.               | Квіт.              | Трав.              | Черв.              | Лип.               | Серп.              | Вер.               | Жовт.              | Лист.              | Груд.              | Рік                |
| Середня температура, °C | 26                 | 26                 | 28                 | 29                 | 30                 | 29                 | 29                 | 29                 | 29                 | 28                 | 27                 | 26                 | 28                 |
| Норма опадів, мм        | 54                 | 23                 | 19                 | 53                 | 32                 | 3                  | 8                  | 10                 | 26                 | 201                | 289                | 195                | 912                |
| ----------------------- | ------------------ | ------------------ | ------------------ | ------------------ | ------------------ | ------------------ | ------------------ | ------------------ | ------------------ | ------------------ | ------------------ | ------------------ | ------------------ |
| Джерело: Weatherbase    |                    |                    |                    |                    |                    |                    |                    |                    |                    |                    |                    |                    |                    |

## Значення
Поряд із Варанасі Рамешварам вважається одним з найбільш священних місць в Індії для індуїстів та є частиною паломницького маршруту Чардхам. І вішнуїти, і шиваїти відвідують той паломницький центр, відомий як Варанасі півдня. Паломництво до Бенареса вважається неповним без відвідання Рамешварама. Головним божеством там є форма лінгаму, що має назву Шрі-Раманатха Свамі, який також є одним з 12 джотирлінгамів.

## Відомі уродженці
У місті народився колишній президент Індії Абдул Калам (1931—2015).